# 李银霞
李银霞（1968年7月—），女，湖南省新宁县人，中国共产党及中华人民共和国官员。

## 生平
1990年7月参加工作，1994年2月加入中国共产党。1986年9月至1990年7月，在华中师范大学中文系汉语言文学专业学习。1990年7月至1991年10月，任中共广西壮族自治区党委办公厅综合处干部。其间，1991年1月至4月在广西天等县东平乡参加社教活动。1991年10月至1992年9月，任中共广西壮族自治区党委办公厅综合处科员。1992年9月至1996年1月，任中共广西壮族自治区党委办公厅综合处副主任科员。其间，1992年10月至1993年9月到广西天等县驼堪乡参加扶贫工作，挂职担任乡长助理。1996年1月至1996年5月，任中共广西壮族自治区党委办公厅综合处调研室副主任科员。
1996年5月至1996年8月，任中共广西壮族自治区党委办公厅综合处主任科员。其间，1994年9月至1997年7月在中共广西壮族自治区党校在职研究生班政治经济学专业学习。1996年8月至1998年5月，任中共广西壮族自治区党委办公厅文电室、文电处主任科员（任中共广西壮族自治区党委常委记录员）。1998年5月至2000年10月，任中共广西壮族自治区党委办公厅会务值班处主任科员（任中共广西壮族自治区党委常委记录员）。
2000年10月至2004年7月，任中共广西壮族自治区党委办公厅秘书处副处长（兼任中共广西壮族自治区党委常委记录员）。2004年7月至11月，任广西自治区党委办公厅人事处副处长（主持工作）。2004年11月至2009年9月，任中共广西壮族自治区党委办公厅人事处处长。其间，2007年2月至2007年7月在中共广西壮族自治区党校第18期中青班学习。
2009年9月至2010年10月，任中共广西壮族自治区党委、广西壮族自治区人民政府接待办公室副主任（试用期一年）。2010年10月至2014年3月，任中共广西壮族自治区党委、广西壮族自治区人民政府接待办公室副主任。其间，2010年11月至2013年1月在清华大学公共管理学院公共管理专业学习，获公共管理硕士学位。
2014年3月，任中共广西壮族自治区党委统战部副部长。